# 劉惔
劉 惔（りゅう たん、生没年不詳）は、中国の東晋の官員。字は真長。本貫は沛国相県。妹は謝安の正室の劉夫人。

## 経歴
晋陵郡太守の劉耽（劉宏の子）と任氏のあいだの子として生まれた。家は貧しく、母とともに京口に寓居して、芒で草鞋を編んで暮らした。人に知られることはなく、ひとり王導がかれの器量を認めていた。後に名を知られるようになり、論者に袁羊や范汪や荀粲らと比較された。明帝の娘の司馬南弟（廬陵公主）を妻に迎えた。会稽王司馬昱が輔政の地位につくと、劉惔は王濛とともに談客となり、上賓の礼を受けた。丹陽尹に累進し、在官のまま死去した。享年は36。

## 逸話
- 劉惔は『老子』や『荘子』を好んで、自然の趣に任せることを信条とした。
- 孫盛が『易象妙於見形論』を作ると、司馬昱は殷浩にこれを批判させたが、言い負かすことができなかった。そこで司馬昱が劉惔に命じて批判させると、簡潔な言葉で孫盛を言い籠めてしまった。一座は大笑いし、みな劉惔の機知を褒めた。
- 丹陽尹としての劉惔の統治は清廉で秩序だったものであった。民衆が官の長たる者を訴えたことがあったが、劉惔は「下が上を誹るのは良くないことであり、君が君たらずとも、下は礼を失してはいけない」と言って不問に付してしまった。
- 劉惔は王羲之と仲が良かった。郗愔の所有していた奴隷に文章をよく知る者がいたが、王羲之はこの者を好んで、劉惔にも褒めていた。劉惔が「方回（郗愔）のような人物か」と訊ねると、王羲之は「小人である。どうして郗公と比べられようか」と答えた。劉惔は「方回のような人物でないなら、ただの奴隷である」と突き放した。
- 劉惔は桓温の奇才を認めていたが、不逞な野心を抱いていることも知っていた。桓温が荊州刺史となると、劉惔は「桓温は形勝の地に置くべきではなく、その地位は抑制すべきです」と言って、会稽王司馬昱に自ら長江上流に駐屯するよう勧めたが、司馬昱は聞き入れなかった。
- 桓温が成漢を攻撃するにあたって、当時の人々はその征服が容易でないとみなしたが、劉惔は桓温の必勝を予見した。後にその予見通りとなった。
- 劉惔が呉郡の張憑を推挙したことがあったが、後に張憑が立派な人物となったため、人々は劉惔の鑑識眼に感心した。
- 劉惔の病が重くなると、人々が快癒の祈禱を行いたいと申し出たり、家人が祭神を求めたりした。だが劉惔は「丘の祷ること久し」（『論語』述而篇の孔子の言葉）と言い、それを拒絶した。
- 劉惔が死去すると、孫綽が彼のために誄を作った。そこには「官に居るも官官の事無く、事を処するも事事の心無し」とあり、当時の人はこれを名言とみなした。後に孫綽が褚裒のもとを訪れて劉惔に言及し、「（彼の死は）『人の云に亡び、邦国殄瘁す』（『詩経』大雅「瞻卬」の句）と言うべきですね」と言って涙を流すと、褚裒は「真長が生前いつ自分を賢者になぞらえたことがあろうか。卿は今日になってこんな風に彼を扱うつもりか」と激怒した。

## 伝記資料
- 『晋書』巻75 列伝第45